# Exopristoides hypecoi
Exopristoides hypecoi är en stekelart som beskrevs av Zerova och Stojanova 2004. Exopristoides hypecoi ingår i släktet Exopristoides och familjen gallglanssteklar. Inga underarter finns listade i Catalogue of Life.